# Vicia anatolica
Vicia anatolica — вид квіткових рослин родини бобових (Fabaceae).

## Поширення
Вид поширений у Криму, на Кавказі, в Туреччині, на півночі Сирії, в Ірані та Середній Азії.